# Piteínos
Piteínos (Pytheini) é uma tribo de coleópteros da subfamília Cerambycinae.

## Sistemática
- Ordem Coleoptera
  - Subordem Polyphaga
    - Infraordem Cucujiformia
      - Superfamília Chrysomeloidea
        - Família Cerambycidae
          - Subfamília Cerambycinae
            - Tribo Pytheini (Lacordaire, 1869)
              - Gênero Brachytria (Newman, 1840)
              - Gênero Brounopsis (Blair, 1937)
              - Gênero Hadimus (Fairmaire, 1889)
              - Gênero Obrida (White, 1846)
              - Gênero Omophoena (Pascoe, 1864)
              - Gênero Pempsamacra (Newman, 1838)
              - Gênero Pytheus (Newman, 1840)
              - Gênero Titurius (Pascoe, 1875)